# (31122) Brooktaylor
(31122) Brooktaylor  es un asteroide perteneciente al cinturón de asteroides, descubierto el 21 de septiembre de 1997 por Paul G. Comba desde el Observatorio de Prescott, en Arizona, Estados Unidos.

## Designación y nombre
Brooktaylor se designó inicialmente como 1997 SD.
Más adelante fue nombrado en honor al matemático británico Brook Taylor (1685-1731).

## Características orbitales
Brooktaylor orbita a una distancia media del Sol de 2,1941 ua, pudiendo acercarse hasta 1,8916 ua y alejarse hasta 2,4966 ua. Tiene una excentricidad de 0,1378 y una inclinación orbital de 3,0730° grados. Emplea en completar una órbita alrededor del Sol 1187 días.

## Características físicas
Su magnitud absoluta es 15,2. Tiene 2,559 km de diámetro. Su albedo se estima en 0,224.